# Jezioro Bukowo
Der See Bukowo, deutsch Buckower See, ist ein  Strandsee in der polnischen Woiwodschaft Westpommern, den eine Nehrung von der Ostsee trennt.

## Geographische Lage
Der See Bukowo liegt in Hinterpommern, südwestlich von Darłowo (Rügenwalde) im nördlichen Powiat Sławieński (Schlawe). Namensgebender Ort ist das Dorf Bukowo Morskie (See Buckow), das heute ein Ortsteil der Gmina Darłowo ist und 425 Einwohner zählt.

## Beschreibung
Der  Buckower See  ist ein ehemaliges Haff, aus dem ein 17,47 km² großer, bis zu 2,50 Meter tiefer See mit einer Länge von 8,50 Kilometern und der größten Breite von 3,20 Kilometern entstand. Die Ostseeseite grenzt an die Nehrung. Die Landseite begrenzen Wiesen und Weiden, durch die sich zahlreiche Bäche (der größte von ihnen ist der Nowo Rów (Neuer Graben)) schlängeln, die in den Buckower See münden.

## Geschichte
1261 verlieh Herzog Swantopolk II. von Pomerellen den See dem Kloster Buckow, die Nehrung erhielt es 1269 von Herzog Barnim I.
Auf der Nehrung wurde das Dorf Dąbkowice (Damkerort) gegründet. Für das Dorf bestand die ständige Gefahr der Überschwemmung des sechs Kilometer langen Weges von Dąbki (Neuwasser), so dass das Boot wichtigstes Verkehrsmittel wurde. In der Neujahrsnacht 1921/22 wurde der Seeabfluss, das so genannte „Deep“ („Tief“) in einer Sturmflut auf 900 Meter verbreitert.